# Megalopyge opercularis

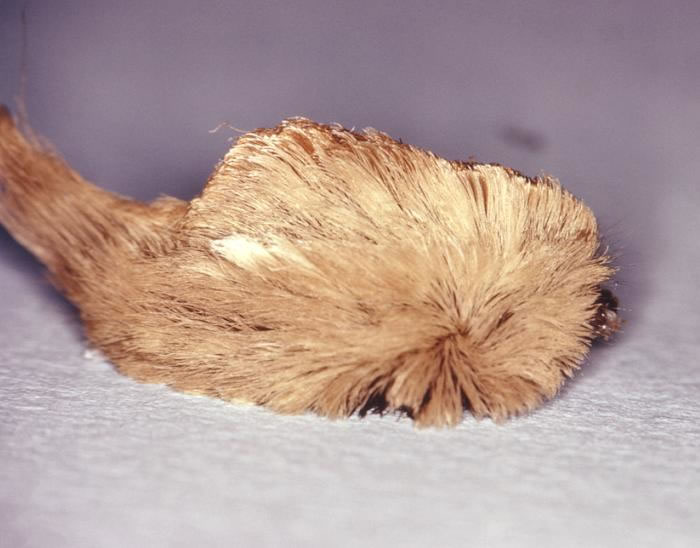
Raupe mit markantem Haarkleid

Megalopyge opercularis (englisch southern flanell moth u. ä.) ist eine Spezies der Schmetterlinge in der Familie Megalopygidae (englisch flanell moth).
Eine deutsche Bezeichnung lautet Südliche Flanellmotte. Die Haare der Raupe sind teilweise giftig.

## Beschreibung
Die 2,5 bis knapp 4 cm große Larve ist üppig mit langen, haarähnlichen Haaren bedeckt, so dass sie einer winzigen Perserkatze ähnelt, was vermutlich zu ihrem englischen Namen puss geführt hat. Ihre Farbe ist variabel, von flaumig grauweiß über goldbraun bis hin zu dunklem anthrazit. Sie hat oft einen Streifen von leuchtendem Orange, der in Längsrichtung verläuft. Das „Fell“ der Larven im Frühstadium ist manchmal extrem gekräuselt, was ihnen ein baumwollartiges, aufgeblähtes Aussehen verleiht. Der Körper verjüngt sich zu einem Schwanz, der im Gegensatz zur Verwandten M. crispata (weiße Flanellmotte, en. white flanell moth) weit über den Körper hinausragt.
Das mittlere Larvenstadium hat ein eher zerzaustes, „schlecht behaartes“ Aussehen ohne einen ausgeprägten Schwanz. Das „Fell“ der Larve enthält giftige Stacheln, die bei Kontakt extrem schmerzhafte Reaktionen in der menschlichen Haut hervorrufen. Die adulte Motte ist mit langem „Fell“ in den Farben von stumpfem Orange bis Zitronengelb bedeckt, mit „behaarten“ Beinen und wuscheligen schwarzen Füßen.

## Lebensweise
M. opercularis ist im gesamten Osten der Vereinigten Staaten zwischen dem äußersten Südosten von Virginia und Florida, dem Süden der Vereinigten Staaten, Mexiko und Teilen Mittelamerikas verbreitet. Sie ist dort u. a. auf Eiche, Ulme und wilder Pflaume sowie auf vielen Gartenpflanzen wie Rosen und Efeu zu finden.

## Giftigkeit und Behandlung
Die Raupe gilt wegen ihrer giftigen Stacheln als gefährliches Insekt. Die Exposition gegenüber den pelzartigen Stacheln der Raupe führt zu einer sofortigen Hautreizung, die durch einen „gitterartigen hämorrhagischen Ausbruch von Papeln mit starken ausstrahlenden Schmerzen“ gekennzeichnet ist. Die Opfer beschreiben die Schmerzen als ähnlich wie bei einem Knochenbruch oder einem Trauma durch stumpfe Gewalteinwirkung,
oder sogar als weissglühend (englisch white hot).
Die Reaktionen sind manchmal auf das betroffene Gebiet beschränkt, aber oft sehr heftig, strahlen u. U. die betroffene Extremität hoch und verursachen Brennen, Schwellungen, Übelkeit, Kopfschmerzen, Unterleibsbeschwerden, Ausschläge, Blasen und manchmal Brustschmerzen, Taubheit oder Atembeschwerden.
Schwitzen von den Quaddeln oder Nesselsucht an der Einstichstelle ist nicht ungewöhnlich.
Das Gift aus den Stacheln wird am besten innerhalb weniger Stunden nach dem ersten Kontakt behandelt. Zur Ersten Hilfe sollten die Stacheln (falls vorhanden) mit Zellophanklebeband entfernt werden. Einige Mittel, von denen berichtet wird, dass sie unterschiedlich erfolgreich sind, sind Eispackungen, orale Antihistaminika, Backpulver, Hydrokortisoncreme, Saft aus den Stängeln von Beinwell-Pflanzen und Kalaminlotion.

## Trivia
Die Raupe von Megalopyge opercularis erreichte größere Bekanntheit, nachdem Aufnahmen einer gelben Variante verbreitet wurden, die Ähnlichkeiten mit der Frisur von Donald Trump erkennen lassen und ihr den Spitznamen Trumpapillar und Trump Caterpillar („Trump-Raupe“) einbrachten.

## Weiterführende Links
- Matthew J. C. Barnes: Megalopyge opercularis ssp. bissesa, Moths of Belize, abgerufen am 11. Oktober 2020
- The Asp or Puss Moth Caterpillar, Megalopyge Opercularis, Baylor College of Medicine (via archive.today vom 12. Dezember 2012) mit weiteren Links, abgerufen am 11. Oktober 2020
- Jerry Cates: Puss Caterpillar or Asp — General Information, auf: Bugsinthenews Vol. 11:03(09) vom 7. März 2010, letzte Aktualisierung am 22. Januar 2014, abgerufen am 11. Oktober 2020
- Cotinis, Hannah Nendick-Mason, Beatriz Moisset, Lynette Elliott, Mike Quinn, Maury Heiman, Ron M., Randy Hardy, Blocky: Species Megalopyge opercularis - Southern Flannel Moth - Hodges#4476, BugGuide, Iowa State University, Department of Entomology, 30. Juni 2004, letzte Aktualisierung am 20. Januar 2020
- Donald W. Hall; Elena Rhodes (Hrsg.): puss caterpillar (larva), southern flannel moth (adult), scientific name: Megalopyge opercularis (J. E. Smith 1797), auf: Featured Creatures, University of Florida (UFl), Institute of Food and Agricultural Sciences (IFAS), November 2012, letzte Aktualisierung: Februar 2019, abgerufen am 11. Oktober 2020
- Aylin Woodward, Caroline Praderio: Poisonous Caterpillars That Look Like Bad Wigs Are Popping Up All Over Virginia; auf: sciencealert vom 10. Oktober 2020, Quelle: Business Insider.
- Jan Osterkamp: Giftiger Falter dringt in den Norden der USA vor, auf: spektrum.de vom 12. Oktober 2020